# Biegi narciarskie na Mistrzostwach Świata w Narciarstwie Klasycznym 1958
Zawody w biegach narciarskich na XV Mistrzostwach świata w narciarstwie klasycznym odbyły się w dniach 4 lutego – 1 marca 1958 w fińskim Lahti.

## Terminarz
| Data          | Miejscowość | Konkurencja                                           | Złoto                                                                        | Srebro                                                                           | Brąz                                                                            |
| ------------- | ----------- | ----------------------------------------------------- | ---------------------------------------------------------------------------- | -------------------------------------------------------------------------------- | ------------------------------------------------------------------------------- |
| 2 lutego 1958 | Lahti       | Bieg indywidualny mężczyzn na 30 km stylem klasycznym | Kalevi Hämäläinen                                                            | Anatolij Szeluchin                                                               | Sixten Jernberg                                                                 |
| 5 lutego 1958 | Lahti       | Bieg indywidualny kobiet na 10 km stylem klasycznym   | Alewtina Kołczina                                                            | Lubow Kozyriewa                                                                  | Siiri Rantanen                                                                  |
| 4 lutego 1958 | Lahti       | Bieg indywidualny mężczyzn na 15 km stylem klasycznym | Veikko Hakulinen                                                             | Pawieł Kołczin                                                                   | Anatolij Szeluchin                                                              |
| 8 lutego 1958 | Lahti       | Bieg indywidualny mężczyzn na 50 km stylem klasycznym | Sixten Jernberg                                                              | Veikko Hakulinen                                                                 | Arvo Viitanen                                                                   |
| 6 lutego 1958 | Lahti       | Bieg sztafetowy mężczyzn stylem klasycznym            | Szwecja · Sixten Jernberg · Lennart Larsson · Sture Grahn · Per-Erik Larsson | ZSRR · Fiodor Tierientjew · Nikołaj Anikin · Anatolij Szeluchin · Pawieł Kołczin | Finlandia · Kalevi Hämäläinen · Arto Tiainen · Arvo Viitanen · Veikko Hakulinen |
| 7 lutego 1958 | Lahti       | Bieg sztafetowy kobiet stylem klasycznym              | ZSRR · Radja Jeroszyna · Alewtina Kołczina · Lubow Kozyriewa                 | Finlandia · Toini Pöysti · Pirkko Korkee · Siiri Rantanen                        | Szwecja · Märta Norberg · Irma Johansson · Sonja Edström                        |

## Wyniki zawodów

### Mężczyźni

#### 15 km techniką klasyczną
- Data 4 lutego 1958

| Medal | Zawodnik           | Narodowość | Wynik   |
| ----- | ------------------ | ---------- | ------- |
|       | Veikko Hakulinen   | Finlandia  | 48:58,3 |
|       | Pawieł Kołczin     | ZSRR       | 49:11,8 |
|       | Anatolij Szeluchin | ZSRR       | 49:29,4 |
| 4     | Sixten Jernberg    | Szwecja    | 49:39,6 |
| 5     | Håkon Brusveen     | Norwegia   | 49:50,3 |
| 6     | Fiodor Tierientjew | ZSRR       | 49:53,7 |
| 7     | Arvo Viitanen      | Finlandia  | 49:53,8 |
| 8     | Per-Erik Larsson   | Szwecja    | 49:58,5 |
| 9     | Nikołaj Anikin     | ZSRR       | 50:05,1 |
| 10    | Kalevi Hämäläinen  | Finlandia  | 50:15,1 |
| ...   |                    |            |         |
| 31    | Tadeusz Kwapień    | Polska     | 52:49,9 |
| 32    | Ryszard Furtak     | Polska     | 52:51,9 |
| 49    | Tadeusz Jankowski  | Polska     | 54:15,7 |
| 59    | Jan Figura         | Polska     | 54:39,5 |

#### 30 km techniką klasyczną
- Data 2 lutego 1958

| Medal | Zawodnik           | Narodowość | Wynik     |
| ----- | ------------------ | ---------- | --------- |
|       | Kalevi Hämäläinen  | Finlandia  | 1:40:03,0 |
|       | Anatolij Szeluchin | ZSRR       | 1:40:15,2 |
|       | Sixten Jernberg    | Szwecja    | 1:40:44,4 |
| 4     | Arvo Viitanen      | Finlandia  | 1:41:28,1 |
| 5     | Arto Tiainen       | Finlandia  | 1:41:45,0 |
| 6     | Veikko Hakulinen   | Finlandia  | 1:41:48,8 |
| 7     | Auvo Simonen       | Finlandia  | 1:42:11,1 |
| 8     | Veikko Räsänen     | Finlandia  | 1:42:24,4 |
| 9     | Nikołaj Galijew    | ZSRR       | 1:42:25,2 |
| 10    | Anatolij Szeluchin | ZSRR       | 1:42:50,7 |
| ...   |                    |            |           |
| 35    | Ryszard Furtak     | Polska     | 1:51:04,4 |
| 38    | Jan Figura         | Polska     | 1:51:38,8 |
| 40    | Tadeusz Jankowski  | Polska     | 1:51:51,2 |

#### 50 km techniką klasyczną
- Data 8 lutego 1958

| Medal | Zawodnik           | Narodowość | Wynik     |
| ----- | ------------------ | ---------- | --------- |
|       | Sixten Jernberg    | Szwecja    | 2:56:21,9 |
|       | Veikko Hakulinen   | Finlandia  | 2:57:39,7 |
|       | Arvo Viitanen      | Finlandia  | 2:58:49,5 |
| 4     | Arto Tiainen       | Finlandia  | 2:59:39,2 |
| 5     | Eero Kolehmainen   | Finlandia  | 3:01:39,5 |
| 6     | Pawieł Kołczin     | ZSRR       | 3:01:53,4 |
| 7     | Kalevi Hämäläinen  | Finlandia  | 3:02:49,4 |
| 8     | Anatolij Szeluchin | ZSRR       | 3:03:21,1 |
| 9     | Per-Erik Larsson   | Szwecja    | 3:04:22,7 |
| 10    | Fiodor Tierientjew | ZSRR       | 3:04:51,3 |
| ...   |                    |            |           |
| 24    | Ryszard Furtak     | Polska     | 3:13:40,9 |
| 30    | Jan Figura         | Polska     | 3:19:18,2 |

#### Sztafeta 4×10km
- Data 6 lutego 1958

| Medal | Zawodnik                                                                 | Narodowość | Wynik     |
| ----- | ------------------------------------------------------------------------ | ---------- | --------- |
|       | Sixten Jernberg Lennart Larsson Sture Grahn Per-Erik Larsson             | Szwecja    | 2:18:15,0 |
|       | Fiodor Tierientjew Nikołaj Anikin Anatolij Szeluchin Pawieł Kołczin      | ZSRR       | 2:18:43,4 |
|       | Kalevi Hämäläinen Arto Tiainen Arvo Viitanen Veikko Hakulinen            | Finlandia  | 2:19:23,2 |
| 4     | Hallgeir Brenden Oddmund Jensen Martin Stokken Håkon Brusveen            | Norwegia   | 2:22:46,2 |
| 5     | Federico de Florian Ottavio Compagnoni Marcell de Dorig Giuseppe Steiner | Włochy     | 2:23:03,9 |
| 6     | Victor Arbez René Mandrillon Bénoît Carrara Jean Mermet                  | Francja    | 2:25:46,3 |
| 7     | Alphonse Baume Lorenz Possa Michel Rey Fritz Kocher                      | Szwajcaria | 2:27:23,2 |
| 8     | Werner Mohring Rudolf Dannhauer Adolf Jankowski Kuno Werner              | NRD        | 2:28:33,9 |
| 9     | Tadeusz Kwapień Andrzej Mateja Ryszard Furtak Tadeusz Jankowski          | Polska     | 2:28:42,4 |

### Kobiety

#### 10 km techniką klasyczną
- Data 5 lutego 1958

| Medal | Zawodnik               | Narodowość | Wynik   |
| ----- | ---------------------- | ---------- | ------- |
|       | Alewtina Kołczina      | ZSRR       | 44:49,0 |
|       | Lubow Kozyriewa        | ZSRR       | 45:28,2 |
|       | Siiri Rantanen         | Finlandia  | 46:02,8 |
| 4     | Radja Jeroszyna        | ZSRR       | 46:21,8 |
| 5     | Jewdokia Smirnowa      | ZSRR       | 47:01,5 |
| 6     | Marija Gusakowa        | ZSRR       | 47:01,9 |
| 7     | Toini Pöysti           | Finlandia  | 47:02,5 |
| 8     | Jewdokija Miekszyło    | ZSRR       | 47:24,9 |
| 9     | Eva Hög                | Finlandia  | 47:30,1 |
| 10    | Marta Norberg          | Szwecja    | 47:53,7 |
| ...   |                        |            |         |
| 12    | Józefa Pęksa-Konopka   | Polska     | 48:05,6 |
| 16    | Stefania Biegun        | Polska     | 48:55,9 |
| 21    | Maria Gąsienica Bukowa | Polska     | 49:21,6 |
| 26    | Zofia Krzeptowska      | Polska     | 51:05,8 |

#### Sztafeta 3×5km
- Data 7 lutego 1958

| Medal | Zawodnik                                                  | Narodowość     | Wynik     |
| ----- | --------------------------------------------------------- | -------------- | --------- |
|       | Radja Jeroszyna Alewtina Kołczina Lubow Kozyriewa         | ZSRR           | 58:32,4   |
|       | Toini Pöysti Pirkko Korkee Siiri Rantanen                 | Finlandia      | 1:00:14,0 |
|       | Märta Norberg Irma Johansson Sonja Edström                | Szwecja        | 1:01:58,5 |
| 4     | Maria Gąsienica Bukowa Stefania Biegun Józefa Czerniawska | Polska         | 1:03:23,8 |
| 5     | Libuše Patočková Anna Fialová Eva Benešová                | Czechosłowacja | 1:04:27,3 |
| 6     | Christa Göhler Ellfriede Spiegelhauer Sonnhilde Kallus    | NRD            | 1:05:41,7 |

## Klasyfikacja medalowa dla konkurencji biegowych MŚ
| #  | Reprezentacja | Złoto | Srebro | Brąz | Razem |
| -- | ------------- | ----- | ------ | ---- | ----- |
| 1. | ZSRR          | 2     | 4      | 1    | 7     |
| 2. | Finlandia     | 2     | 2      | 3    | 7     |
| 3. | Szwecja       | 2     | 0      | 2    | 4     |